# IC 1006
IC 1006  ist eine Spiralgalaxie vom Hubble-Typ S im Sternbild Bärenhüter am Nordsternhimmel. Sie ist schätzungsweise 232 Millionen Lichtjahre von der Milchstraße entfernt und hat einen Durchmesser von etwa 70.000 Lichtjahren.

Im selben Himmelsareal befinden sich u. a. die Galaxien NGC 5581 und NGC 5610.
Das Objekt wurde am 14. Mai 1866 vom US-amerikanischen Astronomen Truman Henry Safford entdeckt.